# 건빵
건빵은 하드택의 한 종류로, 대한민국 그리고 조선민주주의인민공화국에서 소비된다. ‘빵’으로 불리지만 비스킷으로 분류된다.

## 제조과정
밀가루에 효모를 첨가하여 오랜 시간 발효시킨 뒤에 섭씨 150도 정도의 고온으로 구워낸다. 이 과정에서 수분은 거의 다 증발한다. 깨나 흑미, 현미 등을 첨가한 경우도 있다.

## 활용

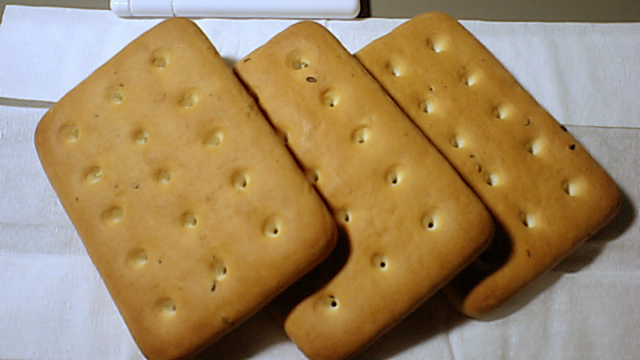
일본 해상자위대의 대형 건빵

비상식이나 보존식으로 이용되는 것이 특징이다. 한 입에 넣을 수 있는 크기와 적은 수분은 휴대성과 보존성, 그리고 간편성을 동시에 확보하였고, 특유의 담백함으로 질리지 않는 맛을 오랫동안 유지할 수 있다. 이러한 점들은 전투식량으로써의 조건에 잘 부합하게 되어 한국군에서는 건빵을 증식용 및 전투식량으로 보급하고 쌀가루를 포함하여 만든 쌀건빵을 2010년부터 보급하고 있다. 군용 건빵의 유통기간은 대략 통상적으로 6개월이므로, 기존의 퍽퍽하던 맛을 줄이고, 바삭함과 감칠맛을 최대한 살린 야채건빵하고 참깨건빵을 2018년 하반기부터 보급하여, 시중에 판매되는 크래커와 흡사한 만큼, 기존 장병들의 선호도가 상대적으로 높다고 볼 수 있다.

### 별사탕
건빵의 건조한 담백함은 다량 섭취시 목이 메여, 불쾌감을 유발한다. 이럴 경우 사용하는 것이 동봉된 별사탕이다. 보통 건빵 봉지 속에 따로 조그만 봉지에 싸여 함께 들어 있는 형태를 취한다. 모든 건빵에 들어있는 것은 아니다.
군용 건빵의 별사탕에 정력감퇴제가 포함되어 있다는 속설에 관하여 국방부에선 과거에는 별사탕을 만드는 기술이 부족하여 안에 좁쌀을 넣어 설탕을 입혔는데 이 좁쌀이 정력감퇴제로 오해받아 오해를 받아온 것이라고 한다.
현재는 기술이 발전하여 100% 설탕만을 이용하여 만든다고 한다.

### 건푸로스트
한국 군대에서는 배급 받은 우유와 건빵을 이용해 '건푸로스트'라는 음식을 만들어 먹기도 한다. 어원은 콘푸로스트+건빵이다. 건푸로스트는 우유에 잘게 부신 건빵과 별사탕을 넣어 섞어 먹는다. 현재 군대 대표 음식으로 알려져 있다.

## 역사

### 일본
19세기 일본의 개화기 때 서양의 문물이 일본에 전해지면서 빵·비스킷과 전투식량도 전해졌다.
1904년 일본은 전투식량용으로 딱딱한 비스킷을 개발해서 ‘여러 번 구운 빵’이라는 뜻의 중소면포(重焼麺麭, じゅうしょうめんぽう)라고 불렀다. 이것이 이후에 ‘마른 빵’이라는 뜻의 ‘건면포(乾麺麭)’로 불리다가 건빵(乾パン}. かんパン)으로 불리게 되었다. 또한 건빵 하나가 지금과 같은 크기로 작아지고 별사탕이 들어가는 등의 변화를 겪었다.

### 한국

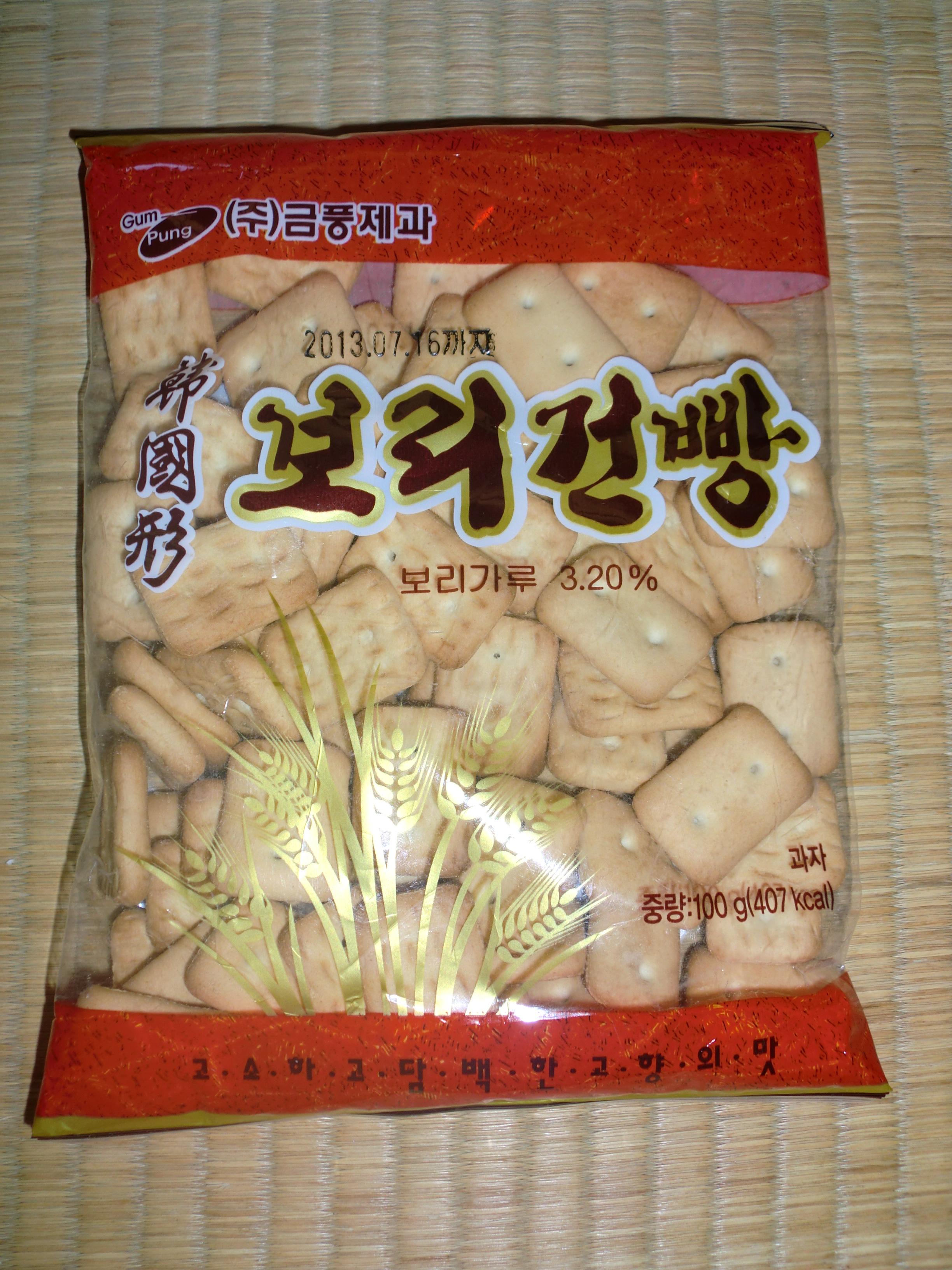
한국의 보리건빵

1940년경 일제강점기에는 일본인이 많았는데 제빵업, 과자를 만드는 사람도 있었다.
그 공장에 취직했다가 기계의 공정을 파악하고 과자를 만드는데에 관심이 있었던 이순택이란 한국 사람이 일본인들이 하는 것을 보고 배웠는데 해방후에는 일본인들이 모두 다 일본으로 돌아갔기 때문에 이순택이라는 사람 외에는 아무도 그 기계를 다루거나 과자를 만드는 공정을 아는 사람이 없었다.
그 기계를 혼자 다룰 수 있었던 이순택은 그것을 바탕으로 건빵이라는 과자를 만들어 냈다. 당시엔 먹을 것이 부족하였고 과자도 마땅한 것이 없었기에 건빵이라는 과자는 성공적으로 팔렸다.
이후 한국 전쟁이 발발하자 조선인민군이 침입하였을 때, 서울에 공장이 있어 미쳐 도망가지 못한 이순택은 인민군의 협박 아래 건빵을 만들었고 그들에게 건빵이라는 식량을 댔다. 그러다가 건빵 공장이 유엔군의 폭격으로 부서지게 되었고 이순택은 그것을 기회 삼아 도망쳐서 가족과 함께 부산으로 피난하였다.
부산에서 이순택은 다시 건빵 사업을 하였고 주로 대한민국 국군에게 납품하였다. 기반을 마련하여 휴전을 하자 다시 서울로 올라오게 되어 크게 건빵사업을 하였고 그 공장에서 배운 후계자들이 제빵, 제과업체(대표적으로 해태제과)에서 건빵을 대중화하였다.

## 같이 보기
- 하드택
- 맛스타
- 뽀글이